# Elektrosvag kraft
Den elektrosvage kraft eller elektrosvage vekselvirkning er en forenet beskrivelse af de to naturkræfter elektromagnetisme og den svage kernekraft. Ved de lave energier som hersker i vores dagligdag, "optræder" elektromagnetismen og den svage kernekraft som vidt forskellige naturkræfter, men for partikler med energier over den såkaldte foreningsenergi (af størrelsesordenen 100 GeV) "opfører" de to naturkræfter sig som én og samme naturkraft – og denne kraft omtales så som den elektrosvage naturkraft eller vekselvirkning.